# Волоська Балаклійка
Воло́ська Балаклі́йка — річка України. Розташована в Харківської області, 500 км на схід від Києва. Ця річка є частиною вододілу Дона і лівою притокою Балаклійки. Довжина становить 56 км, площа басейну 480 км².
Бере початок у с. Волоська Балаклія, далі тече на південний захід і між селами Безмятежне, Полтава, Миропілля та Старий Чизвик повертає на захід і тече у західному напрямку до села Бригадирівка, потім знову повертає на південний захід, тече повз село Борщівка і у місті Балаклія впадає у Сіверський Донець. Русло звивисте, з численними рукавами і старицями.

## Притоки
Ліві:
- Балка Віднога — притока у Шевченківській селищній громаді. Бере початок на північно-західній стороні від села Сподобівки. Тече переважно на південний захід через села Кравцівку та Ставніславку і впадає в річку Волоську Балаклійку.[2][3][4]
  - Крильцівський яр — ліва притока балки Віднога, впадає на східній околиці села Кравцівка[5]
  - Логонів яр — права притока балки Віднога, впадає на західній околиці села Кравцівка[6]

- Балка Мокра Віднога — притока у Куньєвській сільській громаді Ізюмського району та Шевченківській селищній громаді Куп'янського району. Бере початок на південно-західній околиці села Чорнобаївки. Тече переважно на північний захід через село Полтаву і впадає в річку Волоську Балаклійку.[2][3][7]

- Балка Суха Віднога — притока у Куньєвській, Савинській та Шевченківській громадах. Бере початок у селі Сухий Яр. Тече переважно на північний захід через селище Нурове та село Старий Чизвик і впадає в річку Волоську Балаклійку.[2][3][8]
  - Сиракузи — яр, ліва притока Сухої Відноги у Савинській громаді, впадає на південно-західній околиці села Старий Чизвик.[9]

- Жолобок, Яр Бузовий — притока у Савинській селищній та Балаклійській міській громадах Ізюмського району. Бере початок у селі Крючки. Тече переважно на північний захід через село Бригадирівку і впадає у Волоську Балаклійку.[2][3][10]

Праві:
- Яр Сердюків — притока у Шевченківській селищній громаді й Балаклійській міській громаді. Бере початок у селі Олексіївка. Тече переважно на південний захід через село Бригадирівку і впадає в річку Волоську Балаклійку.[2][3][11]
  - Курячий Яр — права притока яру Сердюкового на межі Шевченківської та Балаклійської громад, впадає на північно-східній околиці села Бригадирівка[12]
    - Вишневий Яр — ліва притока Курячого яру у Шевченківській громаді[13]
    - Водяний Яр — права притока Курячого яру у Балаклійській громаді[14]
      - Гнилий Яр — ліва притока Водяного яру у верхів'ї[15]
      - Крутий Яр — ліва притока Водяного яру, точне місце впадіння не вказано[16]

    - Авазин Яр — права притока Курячого яру [17]